# Вереск
Ве́реск (лат. Calluna) — монотипный род цветковых растений семейства Вересковые. Единственный вид — Ве́реск обыкнове́нный (лат. Callúna vulgáris).
Используется в качестве декоративного растения и в качестве медоноса.

## Ботаническое описание

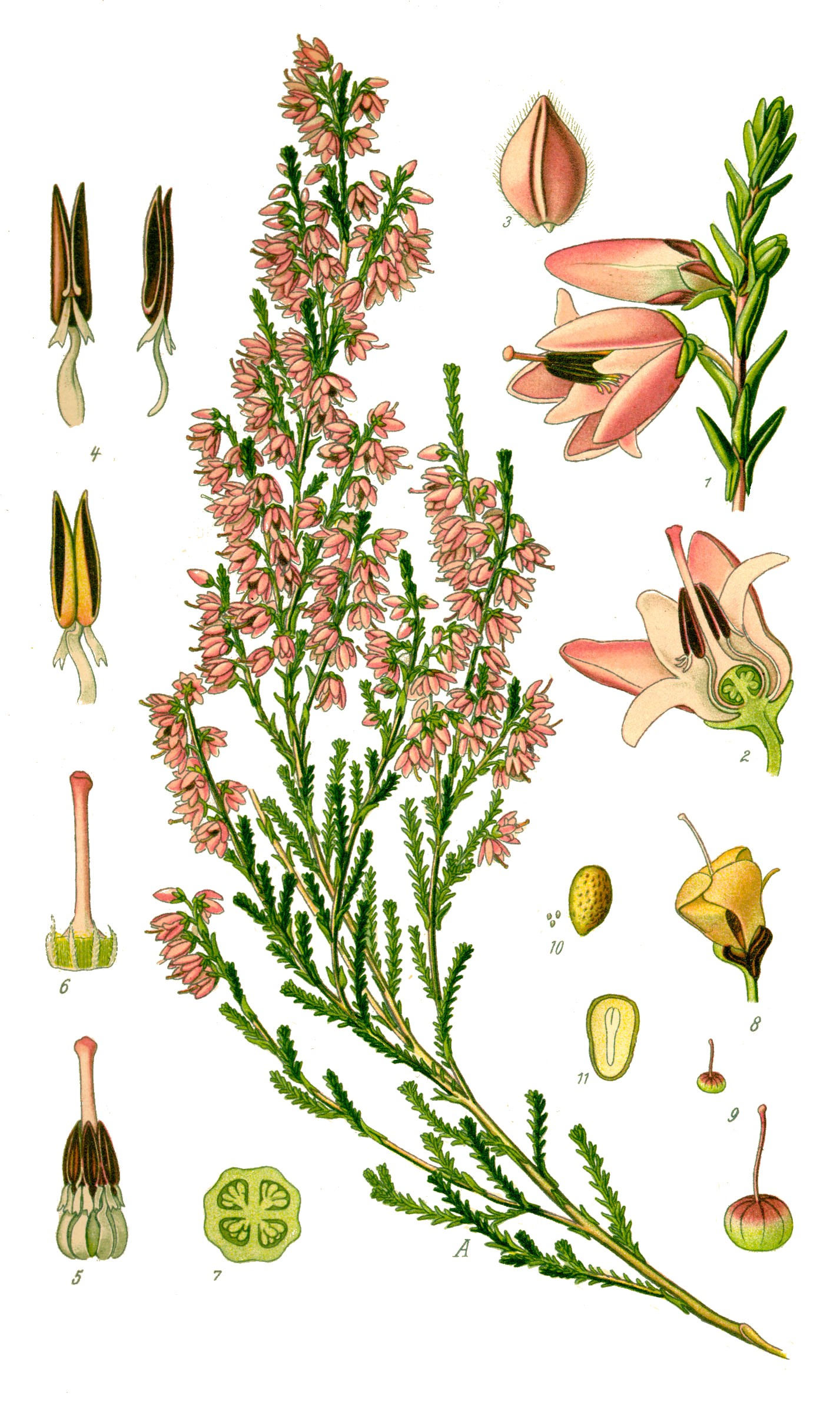

### Вегетативная система
Вереск обыкновенный — это древесный вечнозелёный карликовый кустарничек с сильно ветвящимися стеблями, который растёт относительно медленно и может жить около 40-50 лет. Высота составляет от 20 до 100 см.
Листья мелкие, жёсткие и кожистые. Листовая пластинка линейная, почти трёхгранная, при основании глубоко стреловидная, сверху тупая, габариты (1,75-2,25)×(0,5-0,7) мм. Прикрепление листа к побегам — сидячее (отсутствует черешок). Листья лежат трёхгранными чешуйками на ветвях и закручены вверх, что отличает вереск от родственных и отчасти довольно похожих вересковых видов. Расположение листьев перекрёстно-супротивное, черепично расположенные по длине побега. Листья расположены на побегах в четыре ряда. Устьица находятся только на нижней стороне листьев и защищены волосками.
Кора красновато-бурая.
Побеги выходят из пазухи более крупного листа, сидящего на прошлогоднем побеге.
Корневая система мочковатая, поверхностная, с эндотрофной микоризой типа Ericaceae. Корешки тонкие, густые. Корневая система состоит в основном из придаточных корней, расположенных в основном в поверхностном слое почвы 10-25 см, реже корни идут до глубины 40-50 см.

### Генеративная система
Растение однодомное.

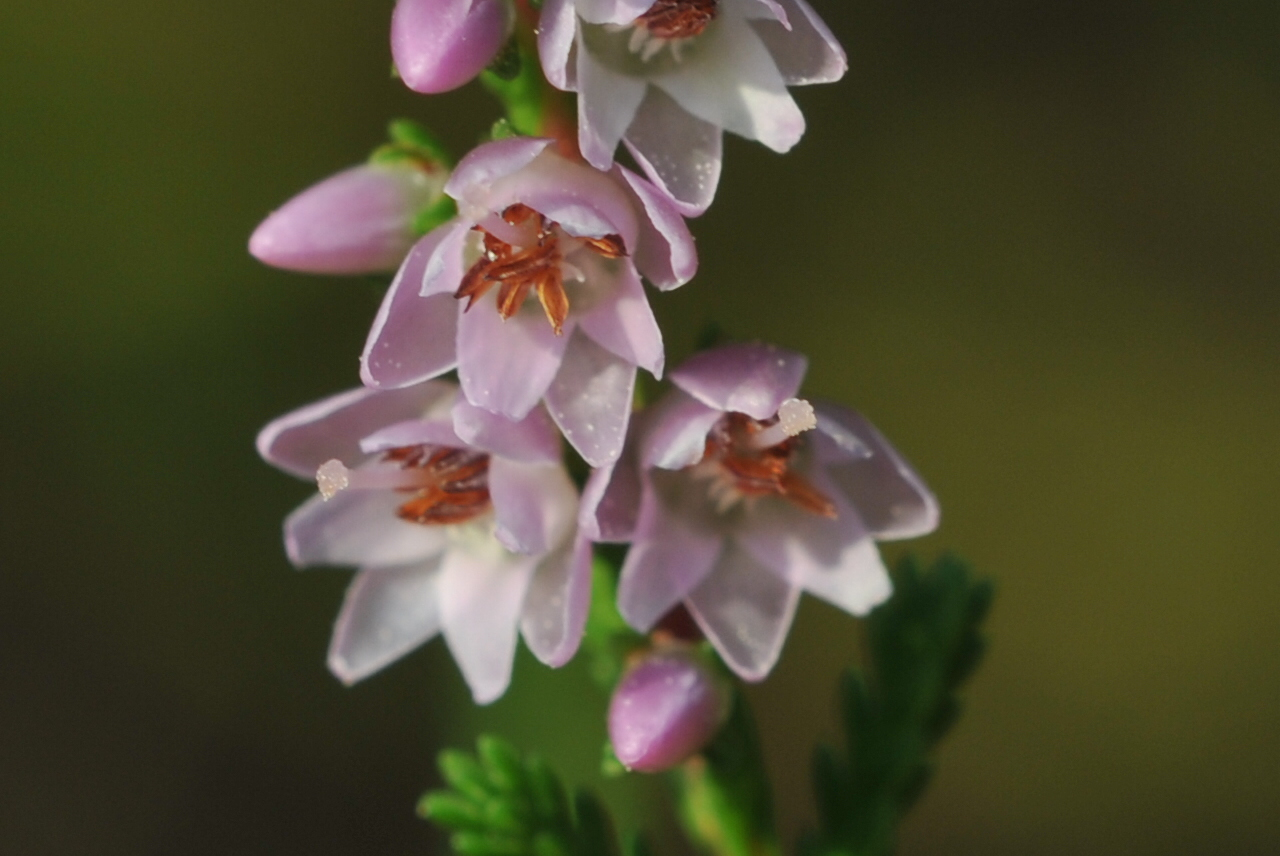
Цветки

Цветки ниспадающие, мелкие, колокольчатые, гермафродитные, длиной 1-4 мм, на коротких цветоносах, одиночные или собраны по 5-30 штук в плотные однобокие кисти, переходящие в листоносные ветви, реже соцветия зонтиковидные. На одном растении насчитывается до 75 тысяч цветков. Цвет лепестков белый или от розового до фиолетового.
Венчик колокольчатый, чашевидный, сростнолепесковый, четырёхлопастный, глубоко четырёхраздельный, длиной около 3 мм, сохраняющийся при плоде, перекрытый четырьмя чашелистиками одинакового размера и цвета. Чашечка четырёхраздельная, блестящая, плёнчатая, длиннее венчика, окрашена, как и венчик, в лилово-розовый цвет, редко белая (форма  G. Don f. alba). Венчик с чашечкой остаются при плодах.
Прицветников четыре, яйцевидные, реснитчатые.
Тычинок восемь. Столбик выдаётся из чашечки. Пыльники имеют по два рогоподобных язычкообразных придатка, которые расположены в гнезде пыльника при основании и обращены вниз. Чтобы выпустить пыльцу, они открываются с помощью терминальных пор.
Плод — четырёхстворчатая многосемянная пушистая коробочка, отрывающаяся по перегородкам.
Период цветения — с конца лета до осени. Опыляется пчёлами, трипсами и ветром.
Размножается преимущественно семенами и порослью.
Число основных хромосом равно × = 8; присутствует диплоидия, поэтому число хромосом равно 2n = 16.

### Экология

#### Места обитания

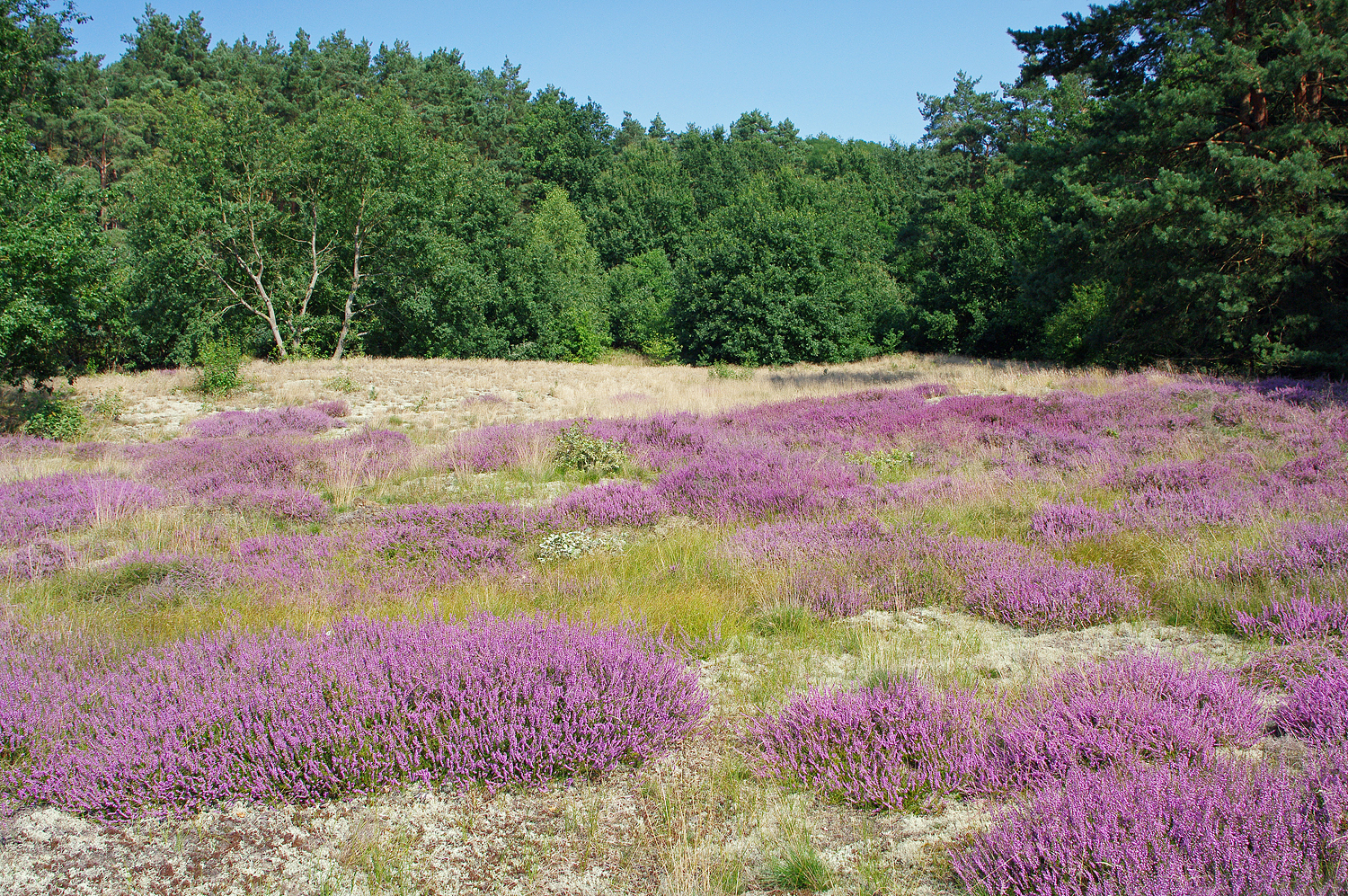
Цветущий вереск обыкновенный в биотопе песчаной пустоши на севере Германии

Calluna vulgaris — мезофильный ацидофитный кустарничек, чрезвычайно морозостоек, выживает при температурах значительно ниже −20 °C. Относительно теневынослив, засухоустойчив.
В естественных условиях встречается на солнечных и разреженных участках, в основном на песках, не содержащих извести. Растет предпочтительно на сухих, но также и на переменно-влажных почвах, например, на соответствующих участках болот.
Растёт на гарях, торфяных болотах, пустошах, дюнах, на склонах гор, пустырях, в разреженных сосновых лесах, где часто образует сплошные заросли.
Вереск, вместе с некоторыми видами из рода Эрика (Erica), образует специфические растительные сообщества — большие заросли, называемые вересковыми пустошами, или верещатниками. Эти биотопы, типичный для гористой местности и характеризующийся преобладанием рыхлых кислых почв тёмно-серого цвета с примесью белого песка, бедных калием, азотом и фосфором.
Вереск обыкновенный встречается от низменностей до высоты 2700 метров над уровнем моря. В Алльгойских Альпах вереск поднимается на высоту до 2100 метров в тирольской части на горе Мутте над Бернхардсеком.

#### Жизненный цикл
Можно выделить характерные жизненные циклы Calluna vulgaris, каждый из которых несёт в себе свой собственный биоценоз:
1. В ювенальной фазе вереск обыкновенный растет очень скудно и лишь изредка достигает высоты 10-15 см.
2. В фазе укоренения постепенно достигается почти полное смыкание крон, цветение очень обильное, растения вырастают до 40 см в высоту. Эта фаза наиболее благоприятна для овцеводства, пчеловодства и обладает наибольшей декоративностью.
3. В зрелой фазе вереск одревеснеет и больше не поедается овцами. Он вырастает до высоты 60-100 см (при ненарушенном развитии) и становится более рыхлым, мхи и травы все больше вторгаются в него.
4. В фазе дегенерации растения погибают из центра, но в то же время они могут укореняться на вышележащих ветвях. Развиваются типичные кольцеобразные структуры с центральной плешью.

#### Адаптация к окружающей среде
Кожистые закрученные листочки, у которых устьица на нижней стороне листа защищены волосками, интерпретируются как адаптация к бедным азотом почвам (пиноморфоз).

#### Экология опыления
Вереск — энтомофильное растение, то есть опыление осуществляется насекомыми. Цветы — «колокольчики с рассеивателем» (но без рассеивающего конуса). Их эффектный вид обусловлен долговечными чашелистиками; неприметные лепестки в этом отношении бессмысленны. Тычинки уже открыты в бутоне. Нектар легко доступен, и его охотно посещают насекомые; особенно частыми посетителями являются медоносная пчела (вересковый мед) и бабочки, такие как камптогамма охряно-жёлтая (Camptogramma bilineata, L. 1758). Опыление также возможно крошечными слепнями вида Taeniothrips ericae («грозовой червь»). Самки перелетают с цветка на цветок в поисках некрылатых самцов и таким образом опыляют цветы.
Также возможно опыление ветром — анемофилия. Если насекомые не посещают растения, тычинки удлиняются, и обильная пыльца переносится ветром.

#### Экология распространения

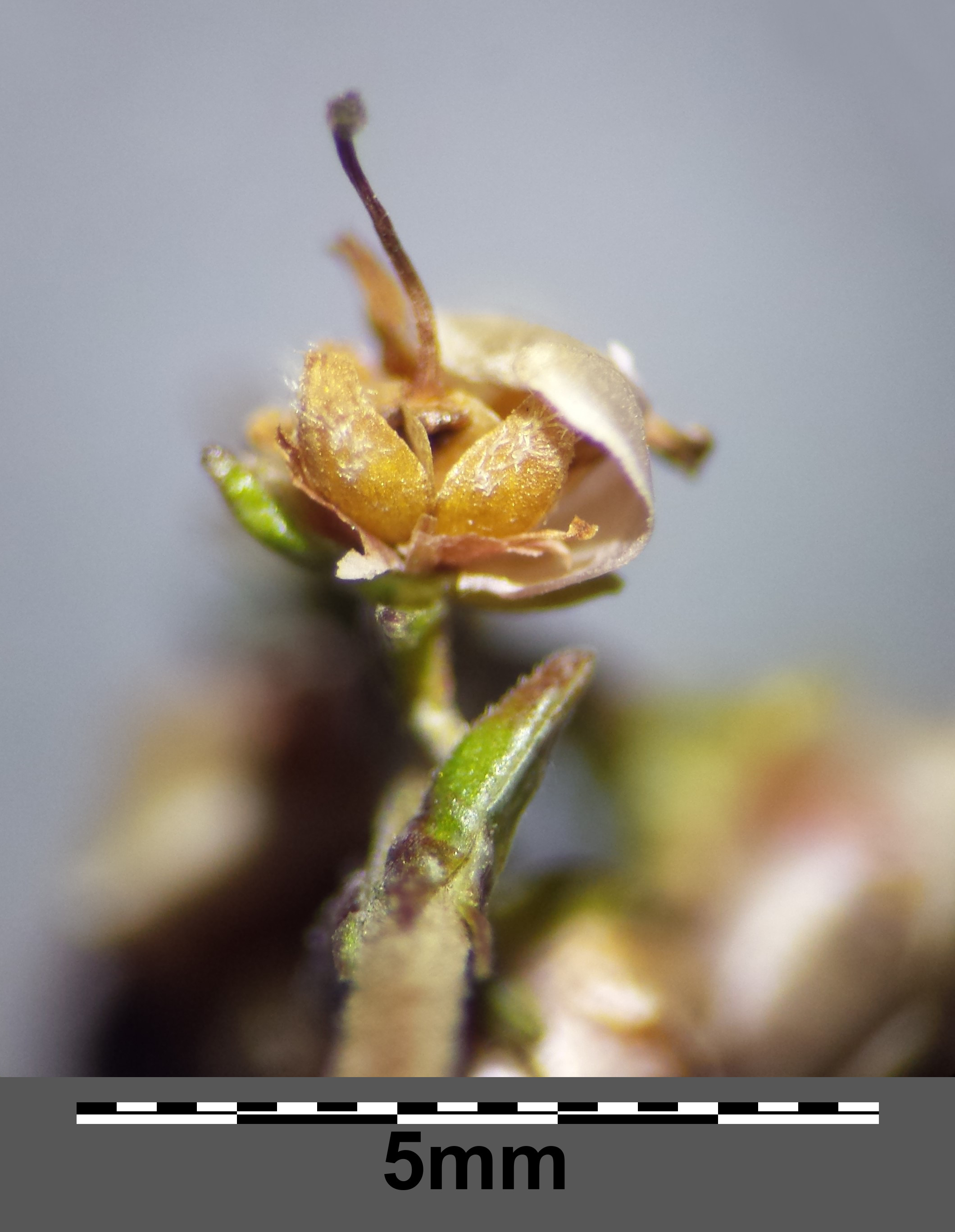
Открытая коробочка (лепестки частично удалены)

Многосемянные плоды-коробочки, состоящие из нескольких отделений, остаются скрытыми в чашечке. Крошечные, всего 1,5 мм в длину, но, тем не менее, долгоживущие семена вытряхиваются ветром и распространяются в виде гранул (метеорохория). Созревание плодов происходит с марта по апрель следующего года. Семенная продуктивность от 260 до 1400 семян на побег.
Семена легко прорастают. Всхожесть семян до 90 %.
При этом вереск — пирофил — распространению вереска обыкновенного особенно способствуют не слишком сильные пожары: прорастание усиливается под воздействием теплового стресса, а обожженная почва обеспечивает больше питательных веществ и идеальные условия для прорастания конкурентных видов.
Вегетативное размножение иногда происходит через укореняющиеся ветви (подветренные передачи).

#### Синекология
Вереск является кормовым растением для многочисленных видов бабочек и их гусениц: медведица луговая, голубянка аргус, павлиноглазка малая и пр., включая исчезающие виды, такие как: мешочница сажистая (Acanthopsyche atra L.), пёстрая вересковая совка, пяденица угловатая зелёная (Chlorissa viridata L., 1758) или толстоголовка запятая.
Нектар вереска содержит вещество каллулен, которое борется с кишечным паразитом Crithidia bombi шмелей.

#### Влияние вереска на почвы
Сукцессия вереска приводит к прогрессирующему выщелачиванию и, следовательно, повышению кислотности, приводящему в некоторых почвах к оподзоливанию. Отмечено, если дуб (Quercus sp.) сменяется буком (Fagus sylvatica) или вереском, то бурая лесная почва с глинистым гумусом (нейтральный рН, высокое содержание оснований и активность дождевых червей) сменяется подзолистой почвой с морогумусом (кислая реакция pH, с преимущественно грибным населением и с отсутствием смешивания органической и минеральной почвы). При этом за 20-30 лет регистрируется снижение значений рН почвы на 0,5-2,0 единицы.
На песчаных дюнах в Абердиншире (Шотландия) в ходе сукцессии вереск замещает песколюбку песчаную (Ammophila arenaria), что сопровождается первоначальным увеличением количества почвенных бактерий и грибов, за которым последует уменьшение количества бактерий, в то время как популяция грибов продолжает увеличиваться. Сокращение популяции бактерий, вероятно, связано с повышением кислотности почвы на более поздних стадиях сукцессии. На ранних стадиях сукцессии, когда содержание органического вещества в почве невелико, особенно большое значение имеет поступление органического материала корней и ризосферной микрофлоры.

## Ареал
Родиной растения является Юго-Восточная Азия, но современный ареал весьма обширен. Он произрастает на Британских островах и Северной Европе, Исландии, в Гренландии, в умеренном поясе Азии, на Фарерских островах. Особенно часто встречается в зонах, сформированных ледниковым периодом.
Он был завезен во многие другие места по всему миру с подходящим климатом (кислые почвы, высокие паводки или обильные зимние осадки, сухое лето), включая Атлантическое побережье Северной Америки, Австралию, Новую Зеландию, Северную Африку (Марокко), Азорские и Фолклендские острова. Шотландские иммигранты завезли вереск в Канаду в XIX веке. С тех пор он распространился в Северной Америке и считается там неофитом.
В России вереск произрастает в Европейской части страны, Западной и Восточной Сибири. Естественно произрастает на юге Сибири и далее в северном Казахстане. Единственное местонахождение в Новосибирской области недалеко от г. Бердска было уничтожено в процессе строительства ГЭС (затоплено водами Новосибирского водохранилища).

### Инвазивность
Растение было завезено в Новую Зеландию и стало инвазивным сорняком в некоторых районах, особенно в национальном парке Тонгариро на Северном острове и в заповеднике дикой природы (Те Анау) на Южном острове, вытесняя местные растения. Чтобы остановить вереск, были выпущены вересковые жуки Lochmaea suturalis, и предварительные испытания на сегодняшний день успешны.

## Химический состав
Молодые нежные веточки содержат 12-13 % протеина, почти целиком (на 95 % и более) состоящего из белка, и относительно мало клетчатки. С возрастом содержание протеина и белка снижается в 1,5 и более раза. В листьях много сырого жира.
Веточки вереска содержат значительные количества пентозанов — до 14,3 %, лигнина — до 42,5 %, дубильных веществ — до 7 %. В вереске также обнаружены: горький гликозид эриколин, арбутин, мирицетин и кверцетин, дубильная кислота, а также алкалоидоподобное вещество эрикодинин.
Цветки или цветущие верхушки побегов содержат флавоноиды — производные кверцетина и мирицетина, а также гликозид арбутин, дубильные вещества, эфирное масло, полисахариды.
По сравнению с обычным сеном вереск содержит больше марганца и меди, примерно одинаковые количества магния и железа, несколько меньше натрия и кальция, значительно меньше калия и фосфора.

## Значение и применение

### В пчеловодстве
Вереск — важнейший медонос северной и средней полосы, ценящийся за позднелетнее цветение и стойкость к похолоданию. Взяток способствует расплоду пчёл на зиму. Продуктивность мёда чистыми насаждениями 60—100 кг/га (по другим данным, около 200 кг), одна семья может собрать 8—25 кг. Мёд тёмно-жёлтого и красно-бурого цвета, густой, ароматный, слегка терпковатый, относится к низкосортным мёдам. Токсичен для человека и пригоден в пищу только после кипячения. По сравнению с другими медами содержит больше минеральных и белковых веществ (до 1,86 %). Мало пригоден для зимовки пчёл.
В течение дня пчёлы работают неравномерно. Только резкое похолодание обрывает поступление нектара в улей. На его массив нельзя опаздывать с постановкой ульев, поскольку в первую пятидневку распускаются до половины цветков, а к концу второй пятидневки — три четверти. Первые распустившиеся цветки выделят нектара больше. При опоздании с постановкой ульев на неделю теряется до 15 кг товарного мёда.
Вересковый мёд считается хорошим антисептиком. По поверьям, помогает при бронхиальной астме, обладает мочегонным действием. В народной медицине считается полезным при камнях в мочевом пузыре и почках, ревматизме и подагре.

### Кормовое растение
В СССР вереск на корм почти не использовался, но в приатлантических странах Западной Европы, особенно в Англии и Норвегии за отсутствием более ценных пастбищ верещатники используются как пастбища для овец. Молодые нежные побеги вереска поедаются овцами круглый год. В Германии вывели особую породу овец, которые круглый год могут довольствоваться подножным вересковым кормом.
В годы бескормицы вереск также применяется как суррогатный корм вместо сена.
После резки и замачивания может использоваться в корм свиньям и лошадям. Есть указания, что для районов, бедных кормами, вереск удовлетворительно поедается крупным рогатым скотом. Кроме того вереск традиционно использовался в качестве подстилки для скота.
Северным оленем (Rangifer tarandus) не поедается, а для лося является второстепенным кормом.

### В медицине

#### История медицинского использования
Вереск считался отхаркивающим и потогонным средством. Его использовали при камнях в почках, подагре, воспалениях и ревматических заболеваниях. Иеронимус Бок (1539), например, подчеркивал его действие на язвы, ссылаясь на труды Павла Эгинского. Табернемонтанус (ок. 1522—1590) утверждал, что масло растения помогает при «герпесе». Себастьян Кнейпп пропагандировал его использование при подагре и ревматизме из-за его кровоочистительных свойств.

#### В доказательной медицине
В современной фитотерапии вереск больше не используется. 1 июня 1990 года Комиссия E бывшего Федерального агентства здравоохранения Германии опубликовала негативную монографию о листьях и цветках вереска, в которой указано, что эффективность не доказана, а безопасность не определена, поэтому препараты вереска не могут быть рекомендованы для терапевтического использования в рамках доказательной медицины:
Показания к применению

Препараты вереска и/или цветков вереска применяются при заболеваниях и жалобах почек и мочевыводящих путей, при увеличении предстательной железы, как мочегонное средство, как профилактическое средство при мочекаменной болезни, белых выделениях, при заболеваниях и жалобах желудочно-кишечного тракта, диарее, желудочно-кишечные спазмы, колики, заболевания печени и желчных путей, подагра, ревматизм, заболевания и жалобы дыхательных путей, кашель, простуда, беспокойство и в глазных ваннах при воспалениях глаз, а также для лечения ран, лихорадки, заболеваний селезенки и как потогонное средство. Комбинации с вереском и/или цветками вереска также используются как вспомогательное средство при диабете, менструальных спазмах, климаксе, нервном истощении, поддержке пищеварения и нарушениях кровообращения.
используется. Эффективность в заявленных областях применения не доказана.

Риски

Неизвестно.

Оценка

Поскольку эффективность в заявленных областях применения не доказана, терапевтическое использование не может быть рекомендовано. Нет никаких возражений против его использования в качестве декоративного растения или вкусоароматической добавки.
Zubereitungen aus Heidekraut und/oder Heidekrautblüten werden bei Erkrankungen und Beschwerden im Bereich der Niere und der ableitenden Harnwege, bei Vergrößerung der Vorsteherdrüse, als Diuretikum, zur Vorbeugung bei Steinleiden, Weißfluss, bei Erkrankungen und Beschwerden im Bereich des Magen-Darm-Traktes, Durchfall, Magen-Darm-Krämpfen, Koliken, Leber- und Gallenerkrankungen, bei Gicht, Rheuma, Erkrankungen und Beschwerden im Bereich der Atemwege, Husten, Erkältungen, Unruhezuständen sowie in Augenbädern bei Augenentzündungen, ferner zur Wundbehandlung, bei Fieber, Milzleiden sowie als schweißtreibendes Mittel angewandt. Kombinationen mit Heidekraut und/oder Heidekrautblüten werden zusätzlich als Adjuvans bei Diabetes, bei Menstruationsbeschwerden, im Klimakterium, bei nervöser Erschöpfung, zur Förderung der Verdauung und bei Kreislaufregulationsstörungen
angewendet. Die Wirksamkeit bei den beanspruchten Anwendungsgebieten ist nicht belegt.

Risiken

Nicht bekannt.

Beurteilung

В альтернативной медицине
Гомеопаты для своих целей используют вересковую настойку.
Используется в народной медицине как противовоспалительное, диуретическое и антибактериальное средство при цистите, мочекаменной болезни, подагре, ревматизме и простудных заболеваниях. Применяется в форме настоя.
В качестве лекарственного сырья заготавливают цветки или цветущие верхушки побегов в период массового цветения. Сырьё сушат в хорошо проветриваемых помещениях.

### Прочее применение в хозяйстве
В прошлые века вереск считался лучшим кровельным материалом для крыш домов. Вереск используется для облицовки коньков соломенных крыш. Учитывая очень долгий срок службы на открытом воздухе, его связывают вместе, чтобы сформировать свето-, ветро- и шумозащитное покрытие. Вереск не боится непогоды и поэтому остаётся прочным на протяжении многих лет.
Использовался для изготовления метел и веников.
Используется в качестве подстилки и для теплоизоляции стойл коров и лошадей.
Листья вереска использовали вместо хмеля для приготовления пива, а цветки — в качестве красителя при окраске кож.

## Выращивание в декоративных целях
Это очень популярное декоративное растение в садах и для ландшафтного дизайна, в районах, где кислотность почв позволяет его выращивать. Вереск стал самым важным декоративным растением в Германии, даже вытеснив герань с первого места.
Используется для закрепления песчаных склонов, для озеленения альпийских горок, городских клумб, рабаток и миксбордеров, для коллекционных садов или вересковых садов, где помимо вереска используются другие растения, для которых требуются схожие условия — представители семейства вересковые (рододедроны, гагультерии, андромеды, эрикри, пиерис японский, брусника, голубика, клюква и пр.), хвойные растения, некоторые злаки, мхи и лишайники. Используется для контейнерного озеленения в качестве сезонного украшения для декора балконов, трасс, входных групп, могил, сервировки столов используется во флористике.

### История выращивания
Культивируется с середины XVIII века в Европе. До XIX века вереск считался презренным из-за его ассоциаций с самой суровой сельской нищетой, но рост его популярности можно сравнить с модой на альпийские растения.
Садоводы размножали особые экземпляры, специально искали их сами и предлагали на продажу. Для этого специально размноженным растениям давали дополнительное имя — название культивара. Родилась идея создания верескового сада. Уже в 1927 году была опубликована первая книга о вересковом саде «The Low Road — Hardy Heathers and the Heather Garden», в которой автор Д. Файф Максвелл дал пошаговые инструкции по выращиванию вереска. В 1928 году в продажу поступила вторая книга о вересках «The hardy heaths and some of their nearer allies» А. Т. Джонсона.
Самые старые сорта вереска: Aurea, Arabella, Hammondi, Cuprea. Им 100—150 лет.
Первые сорта были получены в Англии, Шотландии, Нидерландах. Они назывались ботаническими терминами, такими как 'Alba' (с лат. — «белый») или 'Plena' (с лат. — «полный» или «наполненный цветками»). Позже названия культиваров подбирались в соответствии с местом их обнаружения, например, 'Kynance'. Позже стало обычным выбирать в качестве названия сорта имя селекционера или известного человека, например, 'H.E. Beale' или 'Sir John Charrington'.
Из Англии идея вересковых садов перекочевала на материк, сначала в Нидерланды, а затем в Германию. Уже в 1972 году в тогдашней ГДР была опубликована книга Экарта Мисснера «Das Heidegartenbuch». Гарри ван де Лаар в 1975 году написал книгу «Het Heidetuinboek», немецкий перевод которой «Heidegärten» был опубликован в 1976 году.
Некоторые сорта стали лауреатами международных выставок, проводившихся в Боскопе: сорт 'Gold Haze' удостоен в 1967 г серебряной медали, золотые медали получали сорта 'Allegro' в 1978 и 'Dark Beauty' в 1990 г.
|                                                                              |  |  |  |  |
| Слева направо сорта: Arabella, Hammondii, Alba Plena, Gold Haze, Dark Beauty |  |  |  |  |

Первое общество любителей вереска Heather Society («Вересковое общество»), было основано в Англии, за ним последовали другие страны, в том числе в США.
Английские селекционеры Д. Спарекс, Г. Андервуд, А. Тейлор, Ч. Чапмен, П. Терпин, А. Мозери, Д. МакКлинток вывели немало сортов. Немецкий селекционер Курт Крамер продолжает селекционную работу с 1974 по настоящее время. Самая большая коллекция сортов вереска собрана в Германии (Бад-Цвишенан).
Зарегистрированы два сорта белорусской селекции.

### Культивары

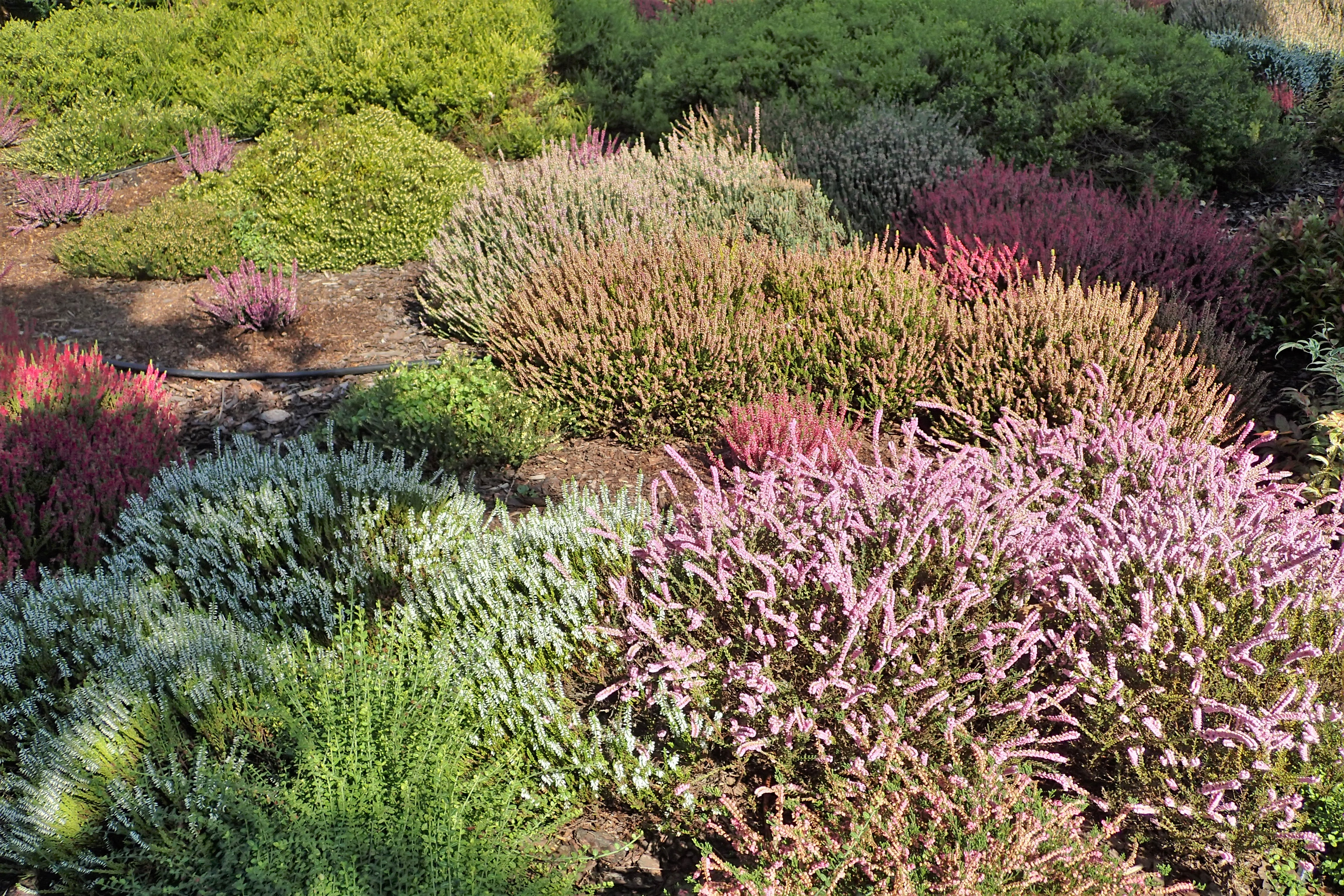
Сорта Calluna vulgaris в ботаническом саду Кракова

Существует множество культиваров, отобранных для разнообразия цвета цветков, цвета листвы и особенностей выращивания.
Сезон цветения у разных сортов длится с конца июля до ноября в северном полушарии. Со временем цветки вереска высыхают, но продолжают держаться на побегах, что создаёт иллюзию продолжения цветения и что растение уходит под снег цветущим. При заморозках цветки могут стать коричневыми, но оставаться на растениях зимой, что может привести к интересным декоративным эффектам.
Следующие сорта получили награду Королевского садоводческого общества «За садовые заслуги»:
- 'Alicia' (Garden Girls series)[62]
- 'Annemarie'[63]
- 'Beoley Gold'[64]
- 'County Wicklow'[65]
- 'Dark Beauty'[66]
- 'Dark Star'[67]
- 'Darkness'[68]
- 'Elsie Purnell'[69]
- 'Firefly'[70]
- 'Kerstin'[71]
- 'Kinlochruel'[72]
- 'Peter Sparkes'[73]
- 'Robert Chapman'[74]
- 'Silver Queen'[75]
- 'Sister Anne'[76]
- 'Spring Cream'[77]
- 'Tib'[78]
- 'Velvet Fascination'[79]
- 'Wickwar Flame'[80]
- 'White Coral'[81]

#### Цветовое разнообразие цветков
Цвет цветков у разных сортов варьируется от белого до тёмно-пурпурного, включая широкий спектр розовых, фиолетовых и лиловых оттенков, включая красный, малиновый, свекольно-коричневый. «Вересковое общество» разработало систему из 16 цветовых групп, основанную на палитре RHS, которая используется для описания культиваров: 
- H1 Amethyst — аметистовый
- H2 Mauve — розовато-лиловый
- H3 Lavender — лавандовый[англ.]
- H4 Lilac — сиреневый[англ.]
- H5 Ruby — рубиновый[англ.]
- H6 Cerise — вишнёвый[англ.]
- H7 Rose-pink — цвет розы
- H8 Pink — розовый
- H9 Beetroot — свекольный
- H10 Purple — пурпурный
- H11 Lilac-pink — лилово-розовый
- H12 Heliotrope — гелиотроповый[англ.]
- H13 Crimson — малиновый
- H14 Magenta — маджента
- H15 Salmon — лососёвый[англ.]
- H16 Shell-pink — перламутрово-розовый

#### Цветовое разнообразие листвы
Существуют сорта с листьями всех оттенков зелёного, с золотисто-жёлтой, бронзовой, пёстрой, седой, серебристой окраской листьев. Сорта с декоративной листвой обычно выбирают по красноватому и золотистому цвету листьев. Некоторые формы могут быть серебристо-серыми. Многие декоративнолистные формы меняют цвет с наступлением зимней погоды, обычно интенсивность окраски увеличивается. Некоторые формы выращивают ради выразительной молодой весенней листвы.
Сорта с золотистой листвой менее зимостойкие и требуют более солнечных мест для выращивания по сравнению с зелеными сортами.

#### Разнообразие габитусов
Сорта отличаются по габитусу — по высоте и форме куста — от высоких прямостоящих, до карликовых, стелющихся (почвопокровных).
Самые низкорослые сорта имеют подушковидную форму и их ветви параллельны земле. Такие сорта могут немного подпревать.
Существуют также сорта с поникающими побегами, ампельные формы, которые используются в контейнерном озеленении, при этом побеги свисают за края контейнера, например: 'Maite', 'Rote Janina', 'Claire'.

#### Разнообразие по типу цветка
Существуют культивары с простыми, с махровыми цветками и бутонные сорта — зимостойкие сорта, у которых не раскрываются бутоны и не коричневеют цветки.

##### Бутонные сорта
В 1903 году в провинции Бранденбург ботаник Ruthe описал бутонные верески (англ. bud-blooming), у которых бутоны не открываются полностью, поэтому красочные чашелистики более устойчивы к неблагоприятным погодным условиям поздней осени и дольше сохраняют декоративность. Сорта с простыми и махровыми цветками не являются зимостойкими и при наступлении холодов буреют и теряют привлекательность, кроме того, большинство летнецветущих сортов имеют короткий период цветения, у них полегают побеги и, вследствие, выпревает листва. Поэтому сорта с нераскрывающимися бутонами стали популярны, так как их часто используют в качестве «зимних однолетников» для сезонного украшения трасс, балконных ящиков, могил, клумб, для декора помещений, когда прочие декоративные растения не цветут.
Так как бутонные верески стерильны, они не являются медоносом для питания насекомых-опылителей.

В 1936 британский селекционер Джордж Андервуд зарегистрировал первый бутонный ('bud-blooming') сорт вереска и назвал его 'Underwoodii'. В 1980-х годах помимо 'Underwoodii' было известно лишь несколько сортов вереска с нераскрывающимися с бутонами, каждый из которых был собран в дикой природе: 'David Eason' — представлен в 1935, 'Dunwood' — до 1977, 'Adrie' — 1974, 'Ginkel’s Glorie' — до 1972, 'Marilyn' — до 1972, 'Marleen' — до 1972 и 'Visser’s Fancy' — 1972 из Нидерландов. Самый известный из них, и до сих пор широко распространённый — 'Marleen'. 
|                                                                      |  |
| Сорта с нераскрывающимися бутонами: слева — Bonita, справа — Marleen |  |

Но за последующие десять лет множество бутонных сортов были выведены на рынок. Селекционеры соревнуются друг с другом, чтобы вывести всё больше и больше сортов в коммерческое производство, часто с защитой прав селекционеров. С 2000 года появились зимостойкие серии Gardengirls (выведена Куртом Крамером, Германия) и Beauty Ladies (Gerd Canders, Henk Hoekert/ Германия).
С 2000 годов изменился маркетинг: ранее небольшие питомники выращивали ограниченное количество растений широкого диапазона сортов и продавали их напрямую частным покупателям. Но с 2000-х питомники перешли к практике производства нескольких сортов массовыми тиражами с реализацией на аукционах, а затем садовые центры и супермаркеты продают их частным покупателям. Соответственно, питомники изменили свои схемы размножения, чтобы производить очень большое количество растений только нескольких сортов. Это почти промышленный процесс, и каждый распространитель ищет пробелы на рынке.

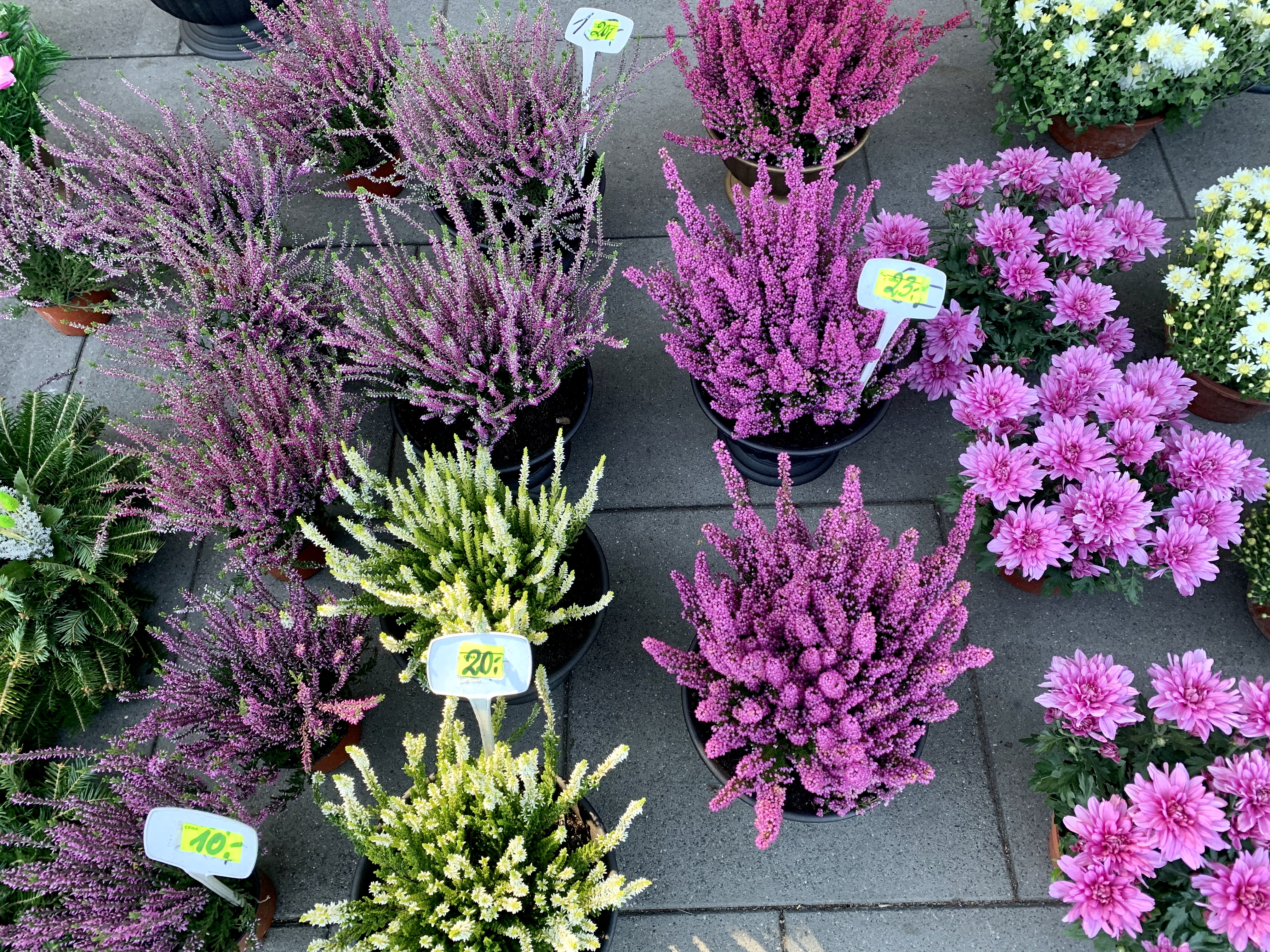
Горшочный вереск в продаже для декора захоронений. Кладбище Старые Повонзки, Варшава, Польша

В 2003 в Германии было произведено около 80 миллионов растений вереска, из них около 65 миллионов были с нераскрывающимися бутонами, и большинство из них предназначалось для совершенно нового рынка. Владельцы вересковых садов больше не являются основной целевой группой: как раз наоборот, поскольку эти люди теперь представляют собой самую маленькую группу, покупая лишь около 5 % продукции. Новыми клиентами стали люди, желающие украсить свои балконы и террасы поздней осенью и в начале зимы вазами и корзинами с цветущими растениями, а также те, кто поставит вереск в качестве зимнего украшения на свои родовые могилы. Последние купили около 25 % такого вереска в 2003 году.
Размножающие питомники выставляют свой горшочный вереск на рынок с сентября по ноябрь с интервалом примерно в две недели, так что их декоративность сохраняется с момента продажи до декабря/января. В связи с этим выживание растений в течение зимы не является целью. Наоборот, подавляющее большинство этих вересков служат в качестве сезонного букета и оказываются в мусорном ящике, а продавцы планируют новые продажи в следующем году.
Результатом потока новых бутонных сортов вереска является то, что многие из них неразличимы: различия часто существуют только в воображении производителей для обхода лицензионных ограничений. Например, 'Marlies', спорт на 'Marleen', одном из клонов, не защищённых правами селекционеров, дал начало многочисленным потомствам, включая 'Anka', 'Bella Rosa', 'Bonita', 'Cheyenne', 'Christin', 'Feuerzauber', 'Heideglühen', 'Manuel' и 'Sphinx'.
На сентябрь 2022 около 80 бутонных сортов проходят испытания в Федеральном ведомстве по сортам растений Германии в Ганновере.

### Агротехника

#### Условия для посадки
Для посадки вереска обыкновенного выбирают светлое место с умеренно питательной рыхлой кислой почвой — c pH 6,5 или меньше, в идеале 5,5. Кислая почва необходима для развития симбиотической микоризы вересков.
Подходит для зоны морозостойкости USDA 5, но некоторые сорта подходят для зоны 4. Вереск не требует зимнего укрытия в большинстве климатических зон, а под укрытием может выпревать.
Солнечное место лучше всего, так как оно приводит к более яркой окраске листвы. Участок должен быть хорошо дренирован.
Вереску нужна лёгкая песчаная почва, обогащённая органическими веществами, такими как перегной, хорошо компостированная сосновая хвоя или компостированная сосновая кора. Используйте при посадке и в качестве мульчи для поддержания кислотности почвы и улучшения её структуры кору хвойных пород мелкой или средней фракции, хвойный опад, дроблёные шишки и т. п.. Для разрыхления можно добавить песок, так как в природе вереск в основном растет на песчаных почвах.
Верески лучше всего сажать весной, хотя некоторые из них можно сажать и осенью, когда сортовые признаки посадочного материала наиболее наглядны, так как саженцы в цвету.
При посадке в открытый грунт саженцев с закрытой корневой системой для избежания самоудушения и самооплетения корней, рекомендуется сделать разрезы на корневом коме, чтобы корни развивались за пределы посадочной ямы.

#### Полив
Полив во время вегетации умеренный. Только что высаженным верескам в открытый грунт первый год потребуется регулярный полив. После этого они должны быть достаточно устойчивыми к засухе и вряд ли нуждаются в дополнительном поливе. Верески в контейнерах могут быстро засыхать, поэтому нуждаются в регулярном поливе на постоянной основе, особенно летом.

#### Обрезка и стрижка
Так как вереск не сбрасывает на зиму листья, весной листья высыхают под солнцем, и растение выглядит высушенным и мёртвым. Весной кустики подрезают, удаляя отцветшие соцветия. При этом захватывают часть стебля ниже соцветия. Так как вереск цветёт на побегах текущего года, весенняя обрезка не уменьшает интенсивность цветения.
Раз в несколько лет может понадобиться и омолаживающая обрезка посадкой кустиков «на пень». Хотя по другим источникам, поскольку у вересков, как и у рододендронов, спящие почки закладываются в основном на верхушках побегов, стрижку необходимо проводить по зелёной облиственной части, а посадка «на пень» может убить растение.

#### Подкормка
Вереск не требует внесений удобрений, так как приспособлен для бедных почв. А высокие дозы минеральных удобрений и фунгицидов подавляют развитие микоризы, необходимой вереску. Если же необходимо подкормить растения, то следует использовать низкие дозировки специализированных удобрений для вересковых или азалий или осенние удобрения с низким содержанием азота.

#### Болезни и вредители
Верески, как правило, не поражаются болезнями и энтомовредителями. При соблюдении правильных условий выращивания он обычно процветает, хотя может быть подвержен корневой гнили фитофторы, особенно в более тёплом климате. Есть сведения, что гриб негниючник тычинковый (Marasmius androsaceus (L.) Fr., 1838) может поражать вереск и его часто связывают с обширными участками отмирания вереска в Соединённом Королевстве.
Вереск едят кролики и олени.

## Систематическое положение

### Долиннеевские описания
Вереск обыкновенный не упоминается в трудах древности.
Первое достоверное описание вереска было найдено в позднесредневековых травниках. Растение под названием «erice», о котором Диоскорид и Плиний писали, что оно даёт плохой мёд и что его листья и цветы следует использовать в качестве припарки после укусов змей, Курт Шпренгель интерпретировал как эрику древовидную или солерос европейский. В 1543 году Леонхарт Фукс, один из отцов ботаники, интерпретировал этот «erice» как вереск обыкновенный, приняв указания, данные Диоскоридом и Плинием для этого растения. Иеронимус Бок, однако, в 1546 году в своём травнике подчеркнул, что вереск был известен как хороший источник мёда, и что «erice» классиков не может быть растением, произрастающим в его стране.
Первое определённое упоминание о вереске обыкновенном появилось уже в 1485 году в трактате Сад Здравия, где составитель Иоганн Воннеке фон Кауб из Майнца, ссылаясь на византийского врача Павла Эгинского, посвятил целую главу «Mirica — Heyde», который, судя по прилагаемой иллюстрации, должен был быть интерпретирован как вереск обыкновенный. Согласно гуморальной теории, он описал его как «тёплый и сухой». Он рекомендовал цветы, пропитанные мёдом, для лечения четырёхдневной лихорадки. Применяемые вместе с ястребиночкой обыкновенной и душицей обыкновенной, они должны были лечить вагинальные выделения. Кроме того, трава, втираемая в виде настоя после ванны, должна была лечить болезни поясницы. В 1500 страсбургский лекарь Иероним Брауншвейгский в своей Малой книге о дистилляции рекомендовал дистиллят «Mirica — Heyde» для лечения «песчаных пятен» на глазах.

### Описания после 1753 года
Впервые был описан шведским ботаником Карлом Линнеем в 1753 году под названием (базионим) Erica vulgaris в Species Plantarum 1: 352. Род Calluna был установлен в 1802 году Ричардом Энтони Солсбери в «Трудах Линнеевского общества Лондона», том 6, стр. 317. Новое сочетание Calluna vulgaris (L.) Hull было опубликовано в 1808 году Джоном Халлом в The British Flora, том 1, стр. 114. Джон Н. Халл усмотрел значительные отличие между эрикой и вереском.

#### Номенклатурные цитаты[3]
C. vulgaris (L.) Hull, Brit. Fl. ed. 2, I (1808) 114; C. K. Schn. Laubholzk. II, 563; Small. in N. Amer. Fl. 29, 181, cum auct. Salisb.; DC. Prodr. VII, 2, 613; Ldb. Flora Rossica II, 914; Boiss. Fl. or. III, 968; И. Кузн. во фл. Аз. Росс. IX, 78; Е. Буш во фл. Сиб. и Дальн. Boст. III, 134; Крыл. Фл. 3aп. Сиб. IX, 2117. — Erica vulgaris L. Sp. Pl. (1753) 352. — E. glabra Gilib. Fl. lithuan. I (1781) 3. — Calluna erica DC. in Lam. et DC. Fl. franç. ed. 3, III (1805) 680. — C. sagittaefolia S. F. Gray, Nat. arr. Brit. pl. I (1821) 399. — C. atlantica Seem. in Journ. of Bot. IV (1866) 306. — Ic.: Rchb. Ic. Fl. Germ. XVII, tab. 1862, fig. 7-11; Вольф и Палиб. Дер. и куст. (1904) 297; Маевск. фл. изд. VII, фиг. 234; Е. Буш, 1. с. фиг. на стр. 137.— В. обыкновенный.

### Современное положение
По современным представлениям, род Calluna входит в подсемейство Эриковые (Ericoideae) семейства Вересковые (Ericaceae). Типовым родом в семействе Ericaceae он не является: хотя русское название семейства и образовано от наименования рода Вереск, латинское название является производным от наименования другого рода — Erica.
В системе цветковых растений А. Л. Тахтаджяна (1987) данный род входил в отдельную трибу Calluneae данного подсемейства; позднее, после пересмотра классификации Ericaceae в соответствии с данными молекулярно-филогенетических исследований, он был отнесён к трибе Ericeae, в состав которой входят также роды Erica и Daboecia. Филогенетические связи между этими родами можно представить следующей кладограммой:
|  | Daboecia                                          |
|  |                                                   |
|  | \| \| Calluna \| \| \| \| \| \| Erica \| \| \| \| |
|  |                                                   |
|  | Calluna                                           |
|  |                                                   |
|  | Erica                                             |
|  |                                                   |

|  | Calluna |
|  |         |
|  | Erica   |
|  |         |

### Таксономия
- Calluna Salisb., 1802, Trans. Linn. Soc. London 6: 317
- Calluna vulgaris (L.) Hill, 1808, Brit. Fl. , ed. 2, 1: 114

Вид Вереск обыкновенный относится к роду Вереск  подсемейства Эриковые (Ericoideae) семейства Вересковые (Ericaceae) порядка Верескоцветные (Ericales). Таксономическая схема в соответствии с Системой APG IV по состоянию на декабрь 2023 года:
|  |                                      |  |                                   |                                   |                      |  | ещё 21 семейство |              |              |                         |
|  |                                      |  |                                   |                                   |                      |  |                  |              |              | вид Вереск обыкновенный |
|  |                                      |  |                                   | порядок Верескоцветные            |                      |  |                  |              | род Вереск   |                         |
|  |                                      |  |                                   | порядок Верескоцветные            |                      |  |                  |              | род Вереск   |                         |
|  | отдел Цветковые, или Покрытосеменные |  |                                   |                                   | семейство Вересковые |  |                  |              |              |                         |
|  | отдел Цветковые, или Покрытосеменные |  |                                   |                                   |                      |  |                  |              |              |                         |
|  |                                      |  | ещё 63 порядка цветковых растений | ещё 63 порядка цветковых растений |                      |  |                  | еще 20 родов | еще 20 родов |                         |
|  |                                      |  |                                   | ещё 63 порядка цветковых растений |                      |  |                  |              | еще 20 родов |                         |

### Синонимы
- Calluna atlantica Seem.
- Calluna beleziana Rouy
- Calluna ciliaris Schur
- Calluna elegantissima Sennen
- Calluna erica DC.
- Calluna genuina Ducommun
- Calluna sagittifolia Gray
- Calluna vulgaris f. alba (Weston) Braun-Blanq.
- Calluna vulgaris f. purpurea (G.Don) Braun-Blanq.
- Calluna vulgaris subsp. elegantissima (Sennen) Mateo
- Calluna vulgaris var. alba (Weston) G.Don
- Calluna vulgaris var. purpurea G.Don
- Erica alportii K.Koch
- Erica ciliaris Huds.
- Erica confusa Gand.
- Erica glabra Gilib.
- Erica gracilis K.Koch
- Erica herbacea Georgi
- Erica lutescens K.Koch
- Erica nana K.Koch
- Erica prostrata K.Koch
- Erica reginae K.Koch
- Erica sagittifolia Stokes
- Erica tomentosa K.Koch
- Erica vulgaris L.
- Erica vulgaris var. alba Weston
- Erica vulgaris var. glabriuscula J.Stokes
- Erica vulgaris var. hirsuta K.F.Waitz
- Erica vulgaris var. plena K.F.Waitz
- Erica vulgaris var. squarrosa K.F.Waitz
- Erica vulgaris var. villosa J.Stokes
- Ericoides vulgaris (L.) Merino

### Этимология
Название рода Calluna происходит от др. греческого слова καλλύνω (kallyno) — «убираю, подметаю», так как вереск часто использовался для изготовления мётл. В свою очередь καλλύνω происходит от καλός (kalos — прекрасный).
Видовой эпитет лат. vulgaris означает «обычный».

## Вереск в литературе и культуре

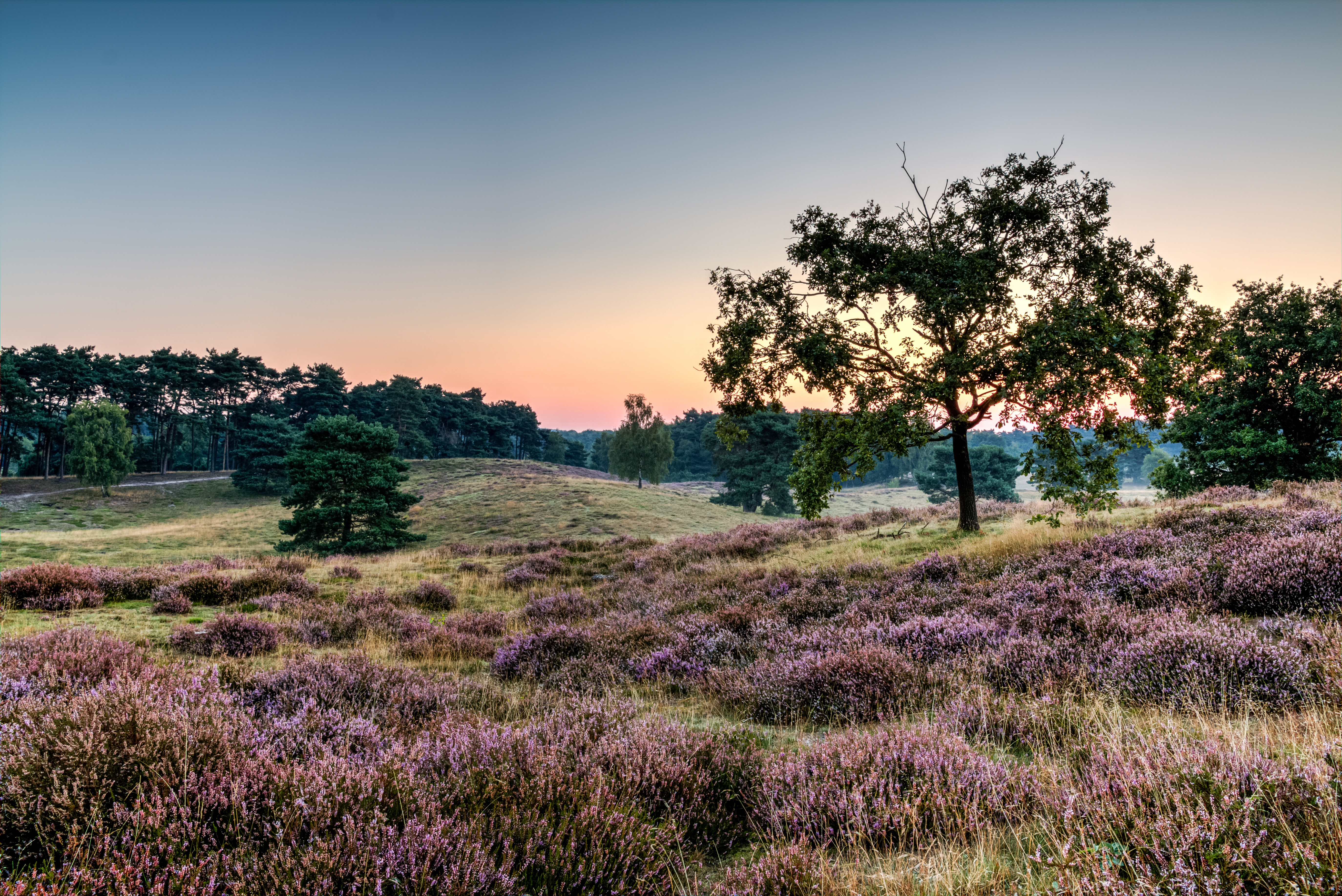
Заповедник «Веструпер Хайде» (Westruper Heide) в цветущем вереске, Хальтерн-ам-Зе, Северный Рейн-Вестфалия, Германия

Вереск обыкновенный сопровождал людей в Западной Европе на протяжении тысячелетий и долгое время считался типичным растением пустошей.
Начиная с 3 000 года до н. э. люди всё чаще использовали технику подсечно-огневого земледелия, чтобы получить пастбища для своего скота. Расчищенные огнём участки пустели и всё больше заселялись вереском, который является пирофилом и обитает на неплодородных почвах. Приблизительно в 1800 году протяжённость пустошей достигла своего максимума. На этих вересковых участках могли пастись только овцы.
На заре земледелия люди стали использовать вересковые пустоши, поджигая заросли вереска в сухую погоду и удобряя почву золой. При этом вереск выступал в качестве мелиоратора. После истощения почвы угодья обратно зарастали вереском.
На вересковых пустошах также разводили пчёл, и снятие дёрна из вереска было неотъемлемой частью земледелия на вересковых пустошах. Высушенный вересковый дёрн плагген использовался в качестве подстилки для конюшен. Затем фермеры заделывали в почву подстилку, перемежая её с навозом, на полях рядом со своими домами, чтобы выращивать зерновые и кормовые культуры для скота. Для большинства людей того времени слово «пустошь» было негативным термином.
Художники открывают для себя вересковые пустоши примерно с 1870 года. Всё больше и больше художников-пейзажистов, в том числе Ойген Брахт, влюблялись в красивые, но часто пустынные пустоши. Песок, вереск и болота, окружённые берёзовыми и сосновыми лесами, всё ещё можно увидеть сегодня во многих вариациях — в основном на картинах маслом рубежа веков.
Пустошь также использовалась как зона отдыха с XIX века, так как здесь было место для долгих прогулок.
Праславяне называли месяц сентябрь *versьnь (ср. бел. верасень; укр. вересень; пол. wrzesień), от названия растения вереска (*versъ), которое цветёт в летне-осенний период.

### Вереск как символ
- Вереск обыкновенный — официальная цветочная эмблема шведской провинции Вестергётланд[115].
- Вереск является символом финской провинции Кайнуу[48].
- Вереск признан национальным растением Норвегии с 1976 года по итогам голосования среди слушателей Nitimen от NRK, это звание он разделил с Saxifraga cotyledon — камнеломкой котиледон[116].

### Произведения и названия
- «Вересковый мёд» — баллада Р. Л. Стивенсона (в английском оригинале — «Heather Ale»[117]) в переводе С. Я. Маршака[118]; в современной Российской Федерации школьной программой предусмотрено изучение данной баллады на уроках литературы в 5-м классе[119]. Одноимённые песни на текст Маршака входят в репертуар фолк-групп The Hobbit Shire и Wallace Band.
- «Мёрзлый вереск, мёрзлый вереск…» — стихотворение Николая Тихонова из цикла «Палатка под Выборгом» (1940), навеянного советско-финской войной.
- «Вереск» — прелюдия для фортепиано Клода Дебюсси, II тетрадь № 5.
- «Вересковый куст» — песня Юрия Визбора (1972).
- Известный в 80-х гг. XX в. советский белорусский вокально-инструментальный ансамбль назывался «Верасы» (с бел. — «Вереск»).
- Виктор Вереск — певец, музыкант EDM, композитор.
- «Вереск» — песня группы «Мельница» из альбома «Перевал».
- «Вереск» — название одеколона ленинградского парфюмерно-косметического комбината «Северное сияние», выпускавшийся в 80-е годы XX века.

### Статьи
- Вереск в Энциклопедии декоративных садовых растений

### Видеоролики
- Самойленко Н. Верески в наших садах. Сорта вересков. Секреты выращивания и ухода. // Евро-Плант Live : Ютуб-канал. — СПб.: Евро-Плант, 2017. — Август.
- Татьяна. Как посадить вереск, чтобы не засох. Выращивание вереска // Под силу каждому! : Ютуб-канал. — Николаев, 2020. — Октябрь.
- Татьяна Курлович. Вереск не вымерзнет. Секрет правильного ухода за вереском // Канал для садоводов Procvetok : Ютуб-канал. — Минск, 2018. — Октябрь.
- Игорь Билевич. Вереск // Канал Greener : Ютуб-канал. — Витебск, 2016. — Февраль.

Для рода Calluna:

Для вида Calluna vulgaris: